# Cephalotes spinosus
Cephalotes spinosus är en myrart som först beskrevs av Mayr 1862.  Cephalotes spinosus ingår i släktet Cephalotes och familjen myror. Inga underarter finns listade.